# You Wanted the Best, You Got the Best!!
You Wanted the Best, You Got the Best!! — концертный сборник хитов, выпущенный американской хард рок/хэви метал-группой Kiss в 1996 году.

## Об альбоме
You Wanted the Best, You Got the Best!! был выпущен одновременно с их туром 1996—1997 «Alive/Worldwide». Все версии песен в альбоме — концертные. Большинство из них было взято из альбома Alive! или Alive II, однако особый интерес для фанатов представляют 4 записанные концертные записи, но не использовавшиеся для этих двух дисков. Микс и продукция этих треков, возможно, не изменились, в некоторых случаях с перезаписью вокальной дорожки Симмонса и Стэнли. Звук и исполнение этих треков сильно отличаются от песен с Alive!, и это спорно, остались ли версии те же, или просто были перезаписаны KISS во время их воссоединения.
Дополнительно японский CD / американский винил включает ещё один живой трек («New York Groove»). Это, однако, признаки Эрика Карра, а не Питера Крисса на ударных.
Последний трек — это интервью с группой, проведенное Джеем Лено.
Альбом стал золотым 21 мая.

## Список композиций
Американская версия
1. "Room Service" (Пол Стэнли) – 3:38 Ранее не издан, записан в Давенпорте, штат Айова, США в 1975 году.
2. "Two Timer" (Симмонс, Джин) – 3:15 Ранее не издан, записан в Давенпорте, штат Айова, США в 1975 году.
3. "Let Me Know" (Стэнли) – 3:38 Ранее не издан, записан в Детройте, Мичиган, США в 1975 году.
4. "Rock Bottom" (Эйс Фрэйли, Stanley) – 3:33
5. "Parasite" (Фрэйли) – 3:37
6. "Firehouse" (Стэнли) – 4:00
7. "I Stole Your Love" (Стэнли) – 3:32
8. "Calling Dr. Love" (Симмонс) – 3:35
9. "Take Me" (Дэлани, Стэнли) – 3:06 Ранее не издан, записан в Лос-Анджелесе, Калифорния, США в 1977 году.
10. "Shout It Out Loud" (Боб Эзрин, Симмонс, Стэнли) – 3:14
11. "Beth" (Питер Крисс, Эзрин, Стэн Пэнридж) – 2:33
12. "Rock and Roll All Nite" (Симмонс, Стэнли) – 4:01
13. "Kiss Tells All" (Kiss, Джей Лено) – 17:34

Американский винил и Японский CD
1. "Room Service" (Стэнли) – 3:38 Ранее не издан, записан в Давенпорте, штат Айова, США в 1975 году.
2. "Two Timer" (Симмонс) – 3:15 Ранее не издан, записан в Давенпорте, штат Айова, США в 1975 году.
3. "Let Me Know" (Стэнли) – 3:38 Ранее не издан, записан в Детройте, Мичиган, США в 1975 году.
4. "Rock Bottom" (Фрэйли, Стэнли) – 3:33
5. "Parasite" (Фрэйли) – 3:37
6. "Firehouse" (Стэнли) – 4:00
7. "I Stole Your Love" (Стэнли) – 3:32
8. "Calling Dr. Love" (Симмонс) – 3:35
9. "Take Me" (Delaney, Stanley) – 3:06 Ранее не издан, записан в Лос-Анджелесе, Калифорния, США в 1977 году.
10. "Shout It Out Loud" (Боб Эзрин, Симмонс, Стэнли) – 3:14
11. "Beth" (Крисс, Эзрин, Стэн Пэнридж) – 2:33
12. "Rock and Roll All Nite" (Симмонс, Стэнли) – 4:01
13. "New York Groove" (Русс Баллард) – 4:10 Ранее не издан, записан в Сиднее, Австралия в 1980 году.
14. "Kiss Tells All" (Kiss, Leno) – 17:34

## Чарты
Альбом
| Год  | Страна    | Чарт              | Позиция |
| ---- | --------- | ----------------- | ------- |
| 1996 | США       | The Billboard 200 | 17      |
| 1996 | Австралия | ARIA Album Chart  | 26      |